# Dejkovec
Dejkovec (makedonska: Дејковец) är en ort i Nordmakedonien. Den ligger i kommunen Zelenikovo, i den centrala delen av landet, 25 kilometer söder om huvudstaden Skopje. Dejkovec ligger 582 meter över havet och antalet invånare är 156.